# Jestřebí u Zábřeha
Jestřebí (deutsch Groß Jestreby) ist eine Gemeinde in Tschechien. Sie liegt drei Kilometer südlich von Zábřeh und gehört zum Okres Šumperk.

## Geographie
Jestřebí befindet sich im Nordosten der Mirovská vrchovina (Mürauer Bergland) am Bach Jestřebský potok. Südlich erhebt sich der Kalvárie (478 m) und im Nordwesten die Skalka (437 m).
Nachbarorte sind Zábřeh und Skalička im Norden, Ráječek im Nordosten, Rájec im Osten, Zvole und Slavoňov im Südosten, Řepová im Süden, Pobučí im Südwesten sowie Jestřebíčko und Nemile im Nordwesten.

## Geschichte
Die erste schriftliche Erwähnung von Jestřebí erfolgte 1273, als der Olmützer Bischof Bruno von Schauenburg das Dorf an den Müglitzer Vogt Hermann verkaufte.
1275 gehörte Klein-Jestreb mit Pobutsch zur Müglitzer Pfarre. 1408 erfolgte die Verlagerung der bischöflichen Lehnsadministration von Müglitz auf die Burg Mürau. Seit der Mitte des 15. Jahrhunderts gehörte Jestřebí zusammen mit Rájec (Groß-Rasel), Ráječek (Klein-Rasel), Lupěné (Lupelle) und Javoří (Ohrnes) zum Mannslehn Rájec.
Groß-Jestreby war mit Klein-Jestreby in damaliger Zeit ein Bischofslehen des Erzbistums Olmütz und wurde von verschiedenen Vasallen verwaltet. waren 1441 wird in einer Urkunde ein Gut Jestrebi erwähnt, dann erbte dieses Lehen Sobeslaus von Militschin, welcher es im Jahre 1455 zu Nutzen des Heinrich von Mürau alias de Ragecz abtrat.
1564 kaufte der Olmützer Bischof Markus Kuen das zwischenzeitlich verpfändete Lehn Rájec zurück und schloss es der Herrschaft Mürau an. Später wurde Rájec zeitweilig wieder als Pfand gereicht. Während des Dreißigjährigen Krieges verwüsteten die Schweden das Dorf. 1644 waren von den 28 Anwesen nur noch zehn bewirtschaftet. Im Hufenregister von 1677 sind für Jestřebí 22 Anwesen ausgewiesen, von denen fünf wüst lagen. Der ursprünglich rein tschechisch besiedelte Ort wurde nach dem Dreißigjährigen Krieg zunehmend germanisiert. Im Schwesterdorf Jestřebíčko stellten dagegen die Deutschen seit jeher die Mehrheit der Bevölkerung dar. 1834 hatte Jestřebí 409 Einwohner und bestand aus 56 Häusern.
Nach der Aufhebung der Patrimonialherrschaften bildete Velké Jestřebí / Groß Gestrzeby mit dem Ortsteil Malé Jestřebí / Klein Gestrzeby ab 1850 eine politische Gemeinde im Bezirk Hohenstadt. 1878 entstand die Gemeinde Malé Jestřebí.
In den folgenden Jahrzehnten entwickelten sich die Einwohnerzahlen wie folgt:
| Jahr | Einwohner | Bemerkungen                |
| ---- | --------- | -------------------------- |
| 1880 | 313       | 32 Deutsche, 281 Tschechen |
| 1890 | 316       | 2 Deutsche, 314 Tschechen  |
| 1900 | 333       | 14 Deutsche, 319 Tschechen |
| 1910 | 329       | 15 Deutsche, 314 Tschechen |
| 1921 | 320       | 7 Deutsche, 313 Tschechen  |

| Jahr | Einwohner | Bemerkungen                |
| ---- | --------- | -------------------------- |
| 1880 | 236       | 219 Deutsche, 17 Tschechen |
| 1890 | 242       | 223 Deutsche, 19 Tschechen |
| 1900 | 259       | 233 Deutsche, 26 Tschechen |
| 1910 | 232       | 196 Deutsche, 36 Tschechen |
| 1921 | 235       | 134 Deutsche, 99 Tschechen |

1896 wurde in Klein-Jestreby eine Kapelle erbaut und dem hl. Franziskus von Assisi geweiht. Am 2. August hielt das Dorf die „Gnodfeier“ (Kirchweihfest). Klein-Jestreby gehörte zum Kirchsprengel Pobutsch.
1923 wurden Velké Jestřebí und Malé Jestřebí zu einer Gemeinde vereinigt, die den Namen Jestřebí erhielt. Der Ortsteil Malé Jestřebí erhielt den Namen Jestřebíčko. 1925 eröffnete in Jestřebí eine tschechische Minderheitenschule. 1930 hatte die Gemeinde 651 Einwohner, davon waren 463 Tschechen und 185 Deutsche. 
Nach dem Münchner Abkommen wurde Groß Jestreby 1938 dem Deutschen Reich angeschlossen und gehörte bis 1945 zum Landkreis Hohenstadt. 1939 lebten in Groß- und Klein-Jestreby zusammen 631 Menschen, der Anteil der Tschechen betrug 71,1 %. Nach dem Ende des Zweiten Weltkrieges wurde die deutsche Bevölkerung vertrieben.
1950 lebten in den 123 Häusern der Gemeinde nur noch 384 Einwohner. Zum Ende des Jahres 1960 wurde der Okres Zábřeh aufgelöst und die Gemeinde dem Okres Šumperk zugeordnet. Pobučí wurde 1976 eingemeindet. Im Jahre 2006 bestand die Gemeinde aus 193 Wohngebäuden mit 585 Bewohnern. Die Gemeinde führt ein Wappen.

## Gemeindegliederung
Die Gemeinde Jestřebí besteht aus den Ortsteilen Jestřebí (Groß Jestreby) und Pobučí (Pobutsch) sowie der Ortslage Jestřebíčko (Klein Jestreby).

## Sehenswürdigkeiten
- Kapelle Maria Schnee in Jestřebí, errichtet 1865
- Kapelle des hl. Franz von Assisi in Jestřebíčko, erbaut 1865–1868
- Kirche St. Johannes und Paul in Pobučí, erbaut 1832 und 1852 zur Pfarrkirche erhoben[12]
- Jokl-Gut
- Denkmal für Karel Havlíček Borovský, errichtet 1926